# Dan Brereton
Dan Brereton (1965) is een Amerikaans striptekenaar. Hij is vooral bekend van de stripreeksen Nocturnals en Giantkiller. Hij beschouwt strips als een perfect medium, en is dol op praten over zijn obsessie met monsters, geschiedenis, pulp, misdaadfictie en zijn liefde voor verhalen.

## Biografie
Hij begon met tekenen van monsters op de kleuterschool. De onderwijzer vroeg op een middag wat zij wilden doen tijdens het overgebleven vrije uur van de klas. "Laten we monsters tekenen" had hij uitgeschreeuwd. De meester ging akkoord en het was een van de mooiste uren van zijn leven op school geworden.
Hij begon zijn carrière eind jaren 80 met meerdere strips bij de Amerikaanse uitgeverij Eclipse Comics waaronder Black Terror. Vervolgens tekende hij een van zijn bekendste reeksen The Nocturnals, een serie graphic novels en verhalen met een pulp-stijl mix van misdaad, goth horror en avontuur. Het verhaal over de avonturen van Eve oftewel Halloween girl, een meisje begiftigd met paranormale gaven, en haar vader, Doc Horror, occult avonturier en gesel van de criminele onderwereld. Samen met een groep wezens van de nacht als bondgenoten, zijn Doc en Eve de enige machten die het slaperige stadje Pacific City beschermen tegen de roofzuchtige krachten in de schaduwen.
Voor DC Comics tekende hij verscheidene strips met Batman en Superman in de hoofdrol. Ook maakte hij voor DC Comics een eigen stripreeks genaamd Giantkiller. Vanaf ongeveer 2000 tekent of schrijft hij steeds meer licentiestrips gebaseerd op onder andere Buffy the Vampire Slayer, The Simpsons voor uitgeverijen zoals Dark Horse Comics en Marvel Comics. Andere in het oog springende werken zijn: The Psycho en Enchantress.
Daarnaast heeft hij ook veel stripomslagen getekend met personages als Captain America, Creepy, Conan, Hellraiser, Godzilla, GI Joe, Animal Man, Sargent Rock, Lobo, Dracula en nog veel meer. Hij schilderde 15 kaarten voor de inmiddels klassieke Fleer Ultra 94' X-Men trading card set , diverse Topps’ Mars Attacks omslagen en sets, en Blizzards World of Warcraft Trading Card Game en Star Wars Wizards of the Coast.
Image Comics publiceerde verzameld werk in The Goddess & The Monster in augustus 2010. Als digitale primeur schreef en tekende Brereton in 2015 een Batman feuilleton voor DC Comics: Legends of the Dark Knight.
Momenteel werkt hij aan een nieuwe graphic novel Nocturnals: The Sinister Path.
Naast zijn strips illustreerde hij de verpakking van een computerspel genaamd Machinehead, reclameborden en -kunst voor Rawhide (een wild west park in Scotsdale, Arizona), concept art voor Pressman Films, de televisieshow Numb3rs, productie voor Walt Disney Television Animation en albumomslagen voor de bands Toto, Fireball Ministry, Sote, Ghoultown en Rob Zombie's Hellbilly Deluxe.

## Waardering
- 1990: Winnaar Russ Manning onderscheiding[4].
- 1991: Eisner onderscheiding nominatie "Beste Artiest"[5]
- 1996: Eisner onderscheiding nominatie "Beste schilder" voor Nocturnals: Black Planet[6]
- 1997: Eisner onderscheiding nominatie "Beste schilder" voor Batman: Thrillkiller[7]

- Gemeinsame Normdatei: 1066221952
- International Standard Name Identifier: 0000 0000 6384 8392
- Library of Congress Control Number: n94065255
- MusicBrainz: ec3b2ff4-9ee8-48ab-9971-450437787633
- Nationale Bibliotheek van Tsjechië: xx0162364
- Nationale Bibliotheek van Israël: 987012501791805171
- Virtual International Authority File: 14001967
- WorldCat: E39PBJfh4rBfyQPjX6b4FbhCQq